# Töcksfors kanal
Töcksfors kanal är en kanal i Värmland, som förlänger båtleden i Dalslands kanal norrut från sjön Foxen till sjöarna Töck och Östen. Båtledens övre slutpunkt är därmed Östervallskog någon kilometer från gränsen till Norge.
Dalslands kanal invigdes 1867, då den blivit en farled till Töcksfors i norra ändan av Stora Le. Töcksfors kanal anlades 1911–1915 med två slussar i Töcksfors med en sammanlagd lyfthöjd på 10,1 meter. Den nedre slussen lyfter 5,0 meter och den övre 5,1 meter till Töcks nivå på omkring 111 meter över havet. I kanalbygget ingick också en iordningställd farled mellan Töck och Östen.
Töcksfors kanal medger trafik för båtar med längsta längd av 22,75 meter, största bredd på 4,05 metet, största djup på 2,0 meter och en största masthöjd på 3,6 meter.
Kanalen ägs och drivs av Dalslands kanal AB.